# Chenklich
Le chenklich (ou chenglichi, ou sourké) est un fromage sec fait de lait de vache, qui se présente sous forme sphérique d'environ 5 cm de diamètre, et comportant dans sa fabrication un « manteau » d'herbes aromatiques (thym, romarin, zaatar…) et parfois d'épices (piment…).

## Origine
Ce fromage est originaire de la Syrie et du nord du Liban (région du Akkar, et particulièrement les villages de Chadra et Rahbe) et aussi en Jordanie. Il en existe une variété épicée et une variété sans épices. Il est séché à l'ombre et peut se conserver plus d'un an.

## Dégustation
Il est rarement consommé tel quel, mais plutôt assaisonné dans un mélange d'huile d'olive, de tomates et d'oignons, ou écrasé dans un pain arabe. Dans sa région de production, il est aussi consommé frais, écrasé dans l'huile d'olive.
Il fait partie des multiples plats qui composent le mezzé libanais et syrien.

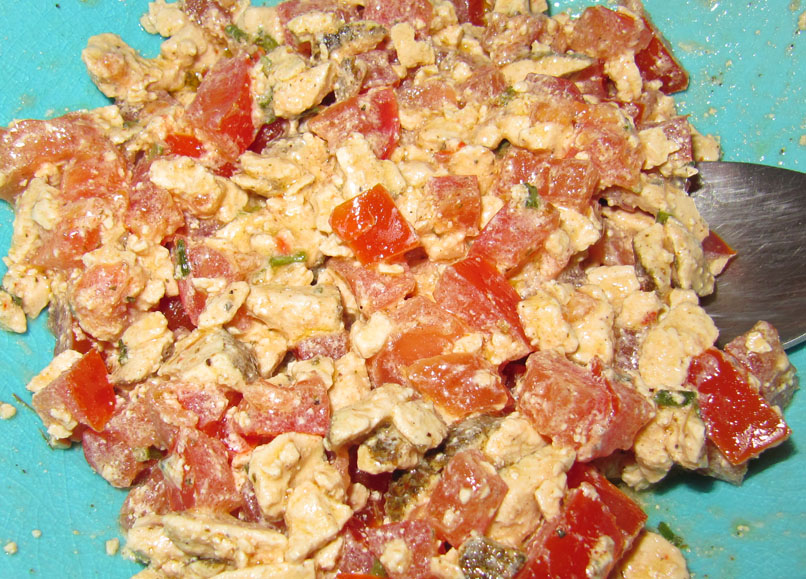
Chenklich présenté en salade pour un mezzé.